# St-Sulpice (Paris)

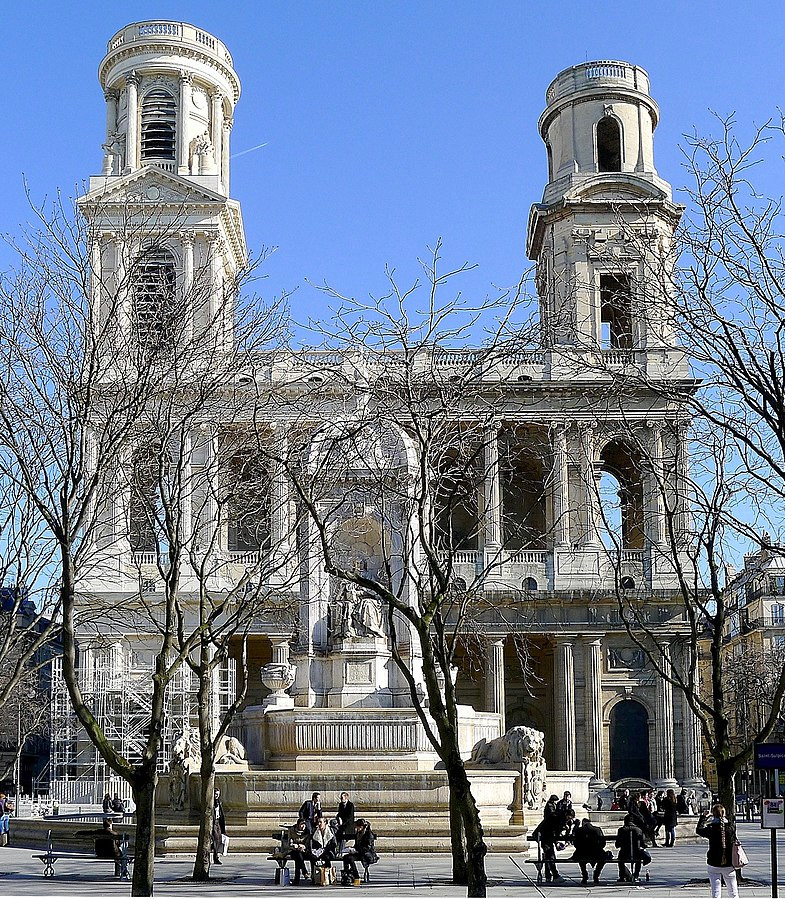
Saint-Sulpice

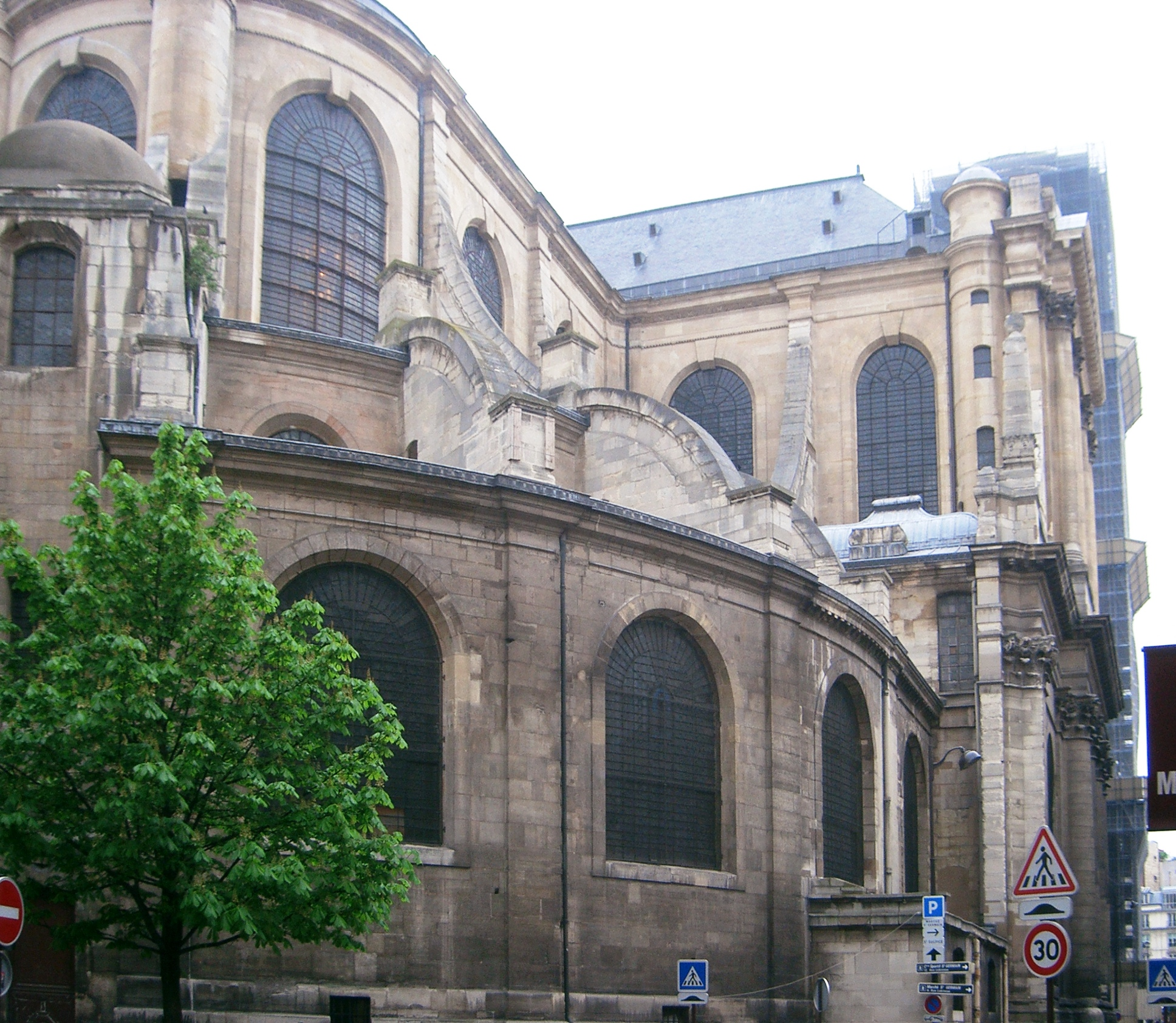
Saint-Sulpice, Chor von Nordosten

Innenansicht

Grundriss

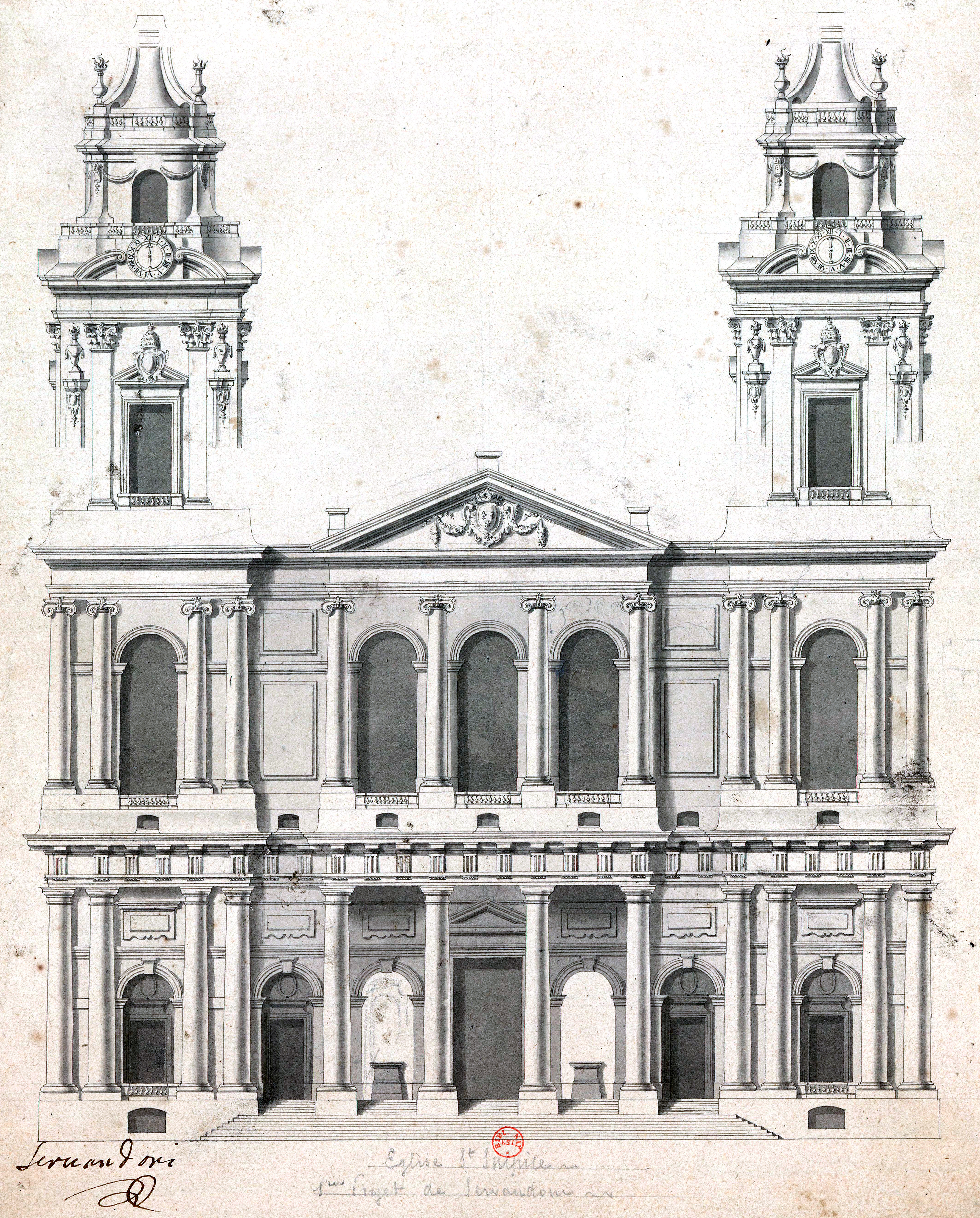
Erster Fassadenentwurf von Servandoni, ca. 1732

Saint-Sulpice ist eine katholische Pfarrkirche im Pariser Stadtteil Quartier de l’Odéon (im 6. Arrondissement). Sie ist dem heiligen Sulpicius II. von Bourges als Namenspatron geweiht.
Die Kirche hat eine Länge von 118 m und eine Breite von 57 m. Mit diesen Maßen ist sie nur wenig kürzer als die Kathedrale Notre Dame de Paris und damit die zweitgrößte Kirche der Stadt. Unter den Kirchenschiffen befinden sich diverse Krypten, deren Grundflächen zusammen fast genauso groß sind wie die Grundfläche der Kirche selbst.
Saint-Sulpice wurde von einigen der größten Adelsfamilien Frankreichs (darunter die Familien Condé, Conti und Luynes) zur Grabstätte auserkoren. In der Krypta ist auch der Komponist und langjährige Organist von St. Sulpice, Charles Marie Widor, bestattet. Berühmte Persönlichkeiten wurden in der Kirche getauft und heirateten dort, so z. B. Victor Hugo und Heinrich Heine.
Aus dem Priesterseminar St. Sulpice sind bedeutende Persönlichkeiten wie z. B. Charles-Maurice de Talleyrand-Périgord hervorgegangen.
Die Hauptorgel der Kirche, weltweit berühmt und ein weitgehend im Originalzustand erhaltenes Meisterwerk von François-Henri Clicquot und Aristide Cavaillé-Coll, war zur Zeit ihrer Entstehung eine der größten Europas und wurde bzw. wird von berühmten Musikern gespielt.

## Geschichte
Der romanische, mehrfach erweiterte Vorgängerbau aus dem 12. Jahrhundert wurde im 17. Jahrhundert größtenteils abgerissen. 1646 wurde der Grundstein zu einem Neubau nach den Plänen von Christophe Gamard gelegt, 1655 übernahm Louis Le Vau die Bauleitung. Nach dessen Rücktritt legte Daniel Gittard einen Entwurf vor, der ab 1660 verwirklicht wurde. Bereits 1678 unterbrach Geldmangel die Bauarbeiten. Nur der Chor samt Umgang und Kapellen sowie das Nordquerhaus und die Vierungspfeiler waren damals fertig. Langhaus, Vierung und südlicher Querhausarm wurden erst zwischen 1719 und 1736 durch Gilles-Marie Oppenordt errichtet.
Saint-Sulpice ist eine dreischiffige Basilika mit Umgangschor und kaum über die Fluchtlinie vortretendem Querhaus. Zwischen den Strebepfeilern sind Kapellen eingezogen, unter denen die Marienkapelle (Chapelle de la Vierge) am Chorhaupt hervortritt. Das Mittelschiff ist zweizonig aufgebaut: unten Pfeilerarkaden mit einer vorgelagerten korinthischen Pilasterordnung, darüber die Wölbungszone mit einer Längstonne samt Stichkappen für die Obergadenfenster. Die Gesamtdisposition ist als Reduktion des Schema der gotischen Pariser Kathedrale Notre-Dame zu verstehen, vermittelt über die Pfarrkirche St-Eustache de Paris. Auch Detailformen in den älteren Bauteilen (scheitelrippenartiges Profil, schlusssteinartige Rosetten) erinnern an gotische Vorbilder.
Die westliche Doppelturmfassade gehört, wiewohl noch zur Zeit der Bauarbeiten am Langhaus errichtet, einer neueren Stilstufe an. Aus einem Wettbewerb ging 1732 der Theaterarchitekt Giovanni Niccolò Servandoni, ein Florentiner französischer Abstammung, als Sieger hervor. Sein Entwurf gewann in der Realisierung mehr und mehr antikisch-römische Größe und weist schon auf den frühen Klassizismus voraus, eine Tendenz, die Jean-François Chalgrin mit seinem Entwurf für neue Turmfreigeschosse (nur Nordturm realisiert) fortschrieb.
Servandoni war in Paris eigentlich berühmt geworden mit seinen barocken Bühnen- und Festdekorationen, die ihn auch nach Lissabon, Dresden und London führten. Und eine ähnliche Tendenz zur theaterhaften Prachtentfaltung findet sich auch hier, allerdings in einer etwas zwiespältigen Version. Was auf einer Bühne wirkt, wirkt nicht unbedingt an einer Kirchenfassade. Servandoni hat hier bei weitem nicht das erreicht, was bei anderen großen Barockkirchen so überzeugend wirkt. Die Fassade von St-Sulpice ist proportional unausgewogen. Die beiden großen übereinander liegenden Säulenhallen werden von den Türmen nicht zusammengefasst.
1642 gründete Jean-Jacques Olier (1608–1657) hier die Kongregation der Sulpizianer, einen katholischen Orden, und das Priesterseminar St. Sulpice, mit dem Hauptzweck der akademischen und spirituellen Priestererziehung, die bis heute existiert. Das Priesterseminar und die Schule von Saint-Sulpice waren geistige Horte der Französischen Revolution. Aus ihnen sind Sieyès und Talleyrand, führende Köpfe der Revolution, hervorgegangen.
Während der Revolution wurde die Kirche als Siegestempel (Temple de la Victoire) bezeichnet, woran heute noch ein Schild über der Mitteltür des Haupteinganges erinnert, kurz danach aber geplündert und beschädigt. Im Rahmen der Wiederaufbauarbeiten wurde die erste Südkapelle mit zwei Fresken von Eugène Delacroix aus den Jahren 1858 bis 1861 geschmückt, die den Kampf Jakobs mit dem Engel und die Geschichte Heliodors zeigen. Bemerkenswert ist in diesem Zusammenhang, dass Delacroix möglicherweise ein Sohn von Charles-Maurice de Talleyrand-Périgord war, der im Priesterseminar St. Sulpice ausgebildet worden war.
Nach dem Brand von Notre-Dame 2019 übte St-Sulpice vorübergehend faktisch die Funktion einer Kathedrale (in Bezug auf diözesane liturgische Veranstaltungen) aus.

## Orgeln
Saint-Sulpice verfügt über zwei Orgeln: die große Hauptorgel auf der Westempore, und eine Chororgel. In Saint-Sulpice findet jeden Sonntag um 10:00 Uhr ein Orgelkonzert statt (Auditions des Grandes Orgues à Saint Sulpice, vor dem Gottesdienst um 11:00 Uhr, der mit einem 15-minütigen „Prélude“ der Hauptorgel ab 10:45 Uhr eingeleitet wird).
Die räumlichen und akustischen Gegebenheiten von Saint-Sulpice, mit Chor- und Hauptorgel, berücksichtigend, schrieben Charles-Marie Widor 1885/1890 die Messe op. 36 und sein Student und Stellvertreter Louis Vierne 1899 die Messe solennelle.

### Hauptorgel

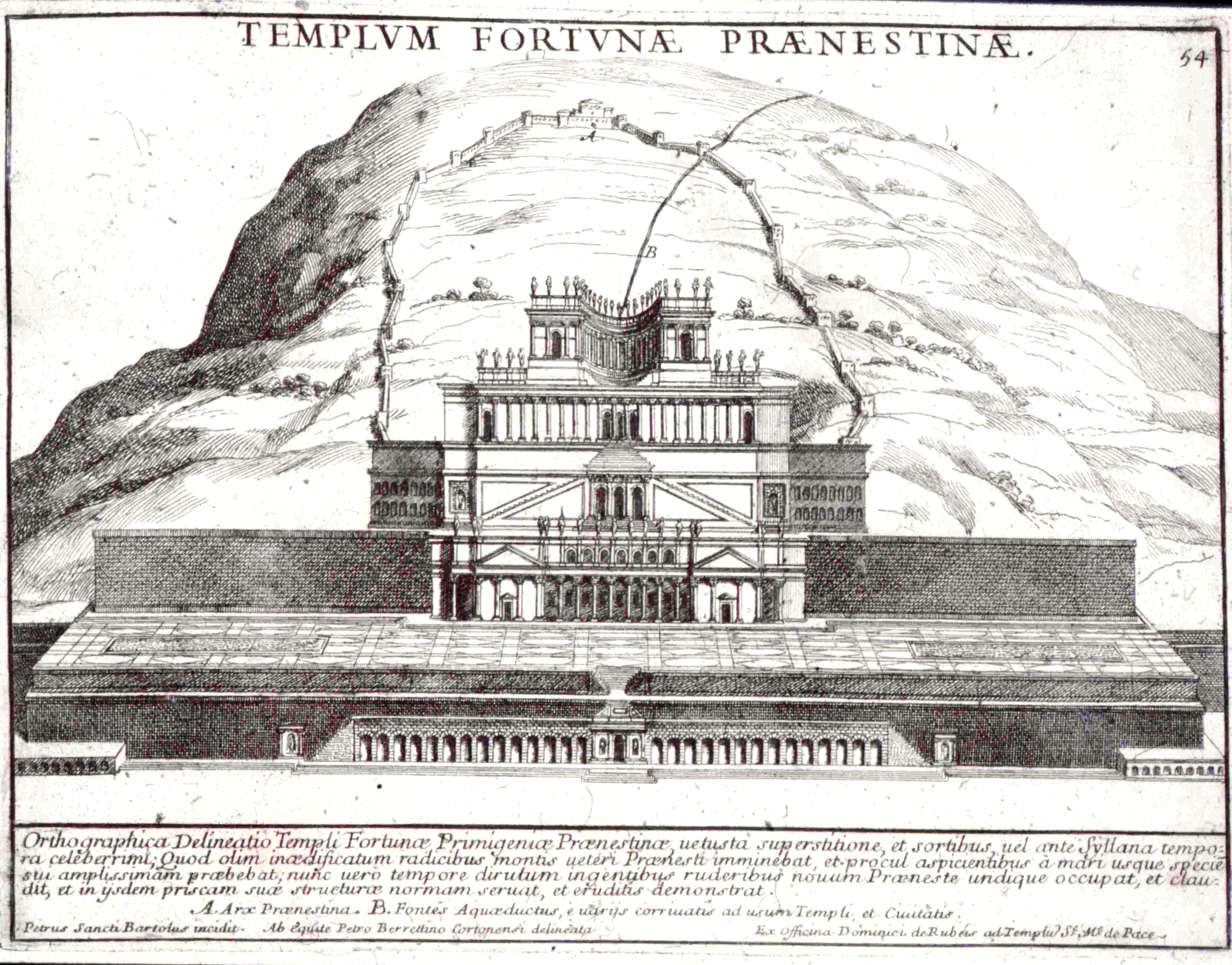
Inspirierend für Chalgrins Gehäuseentwurf: Ein Tempel im antiken Praeneste (Rekonstruktionszeichnung).

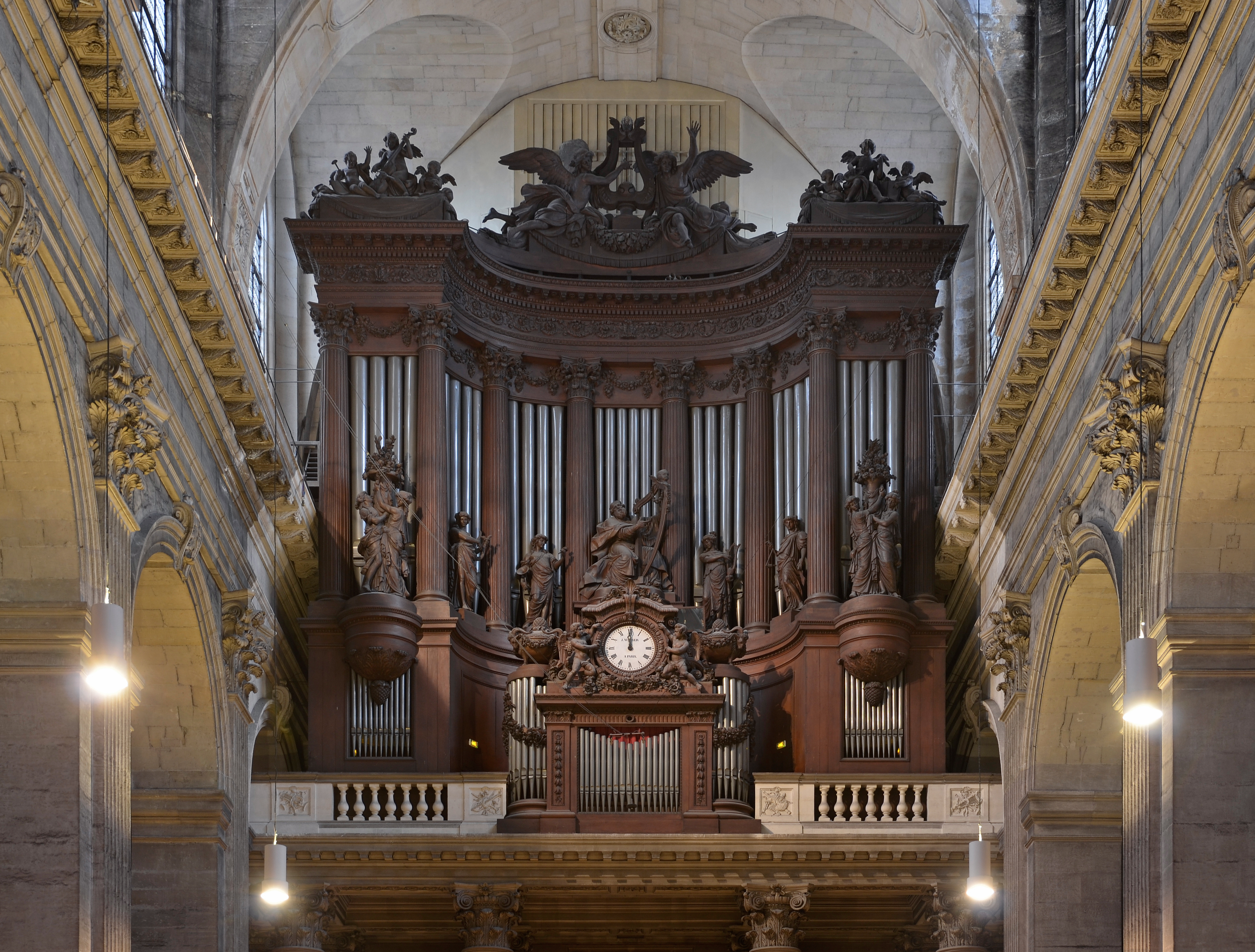
Die in der heutigen Gestalt von Cavaillé-Coll erbaute Hauptorgel. Widor war dort 64 Jahre Organist.

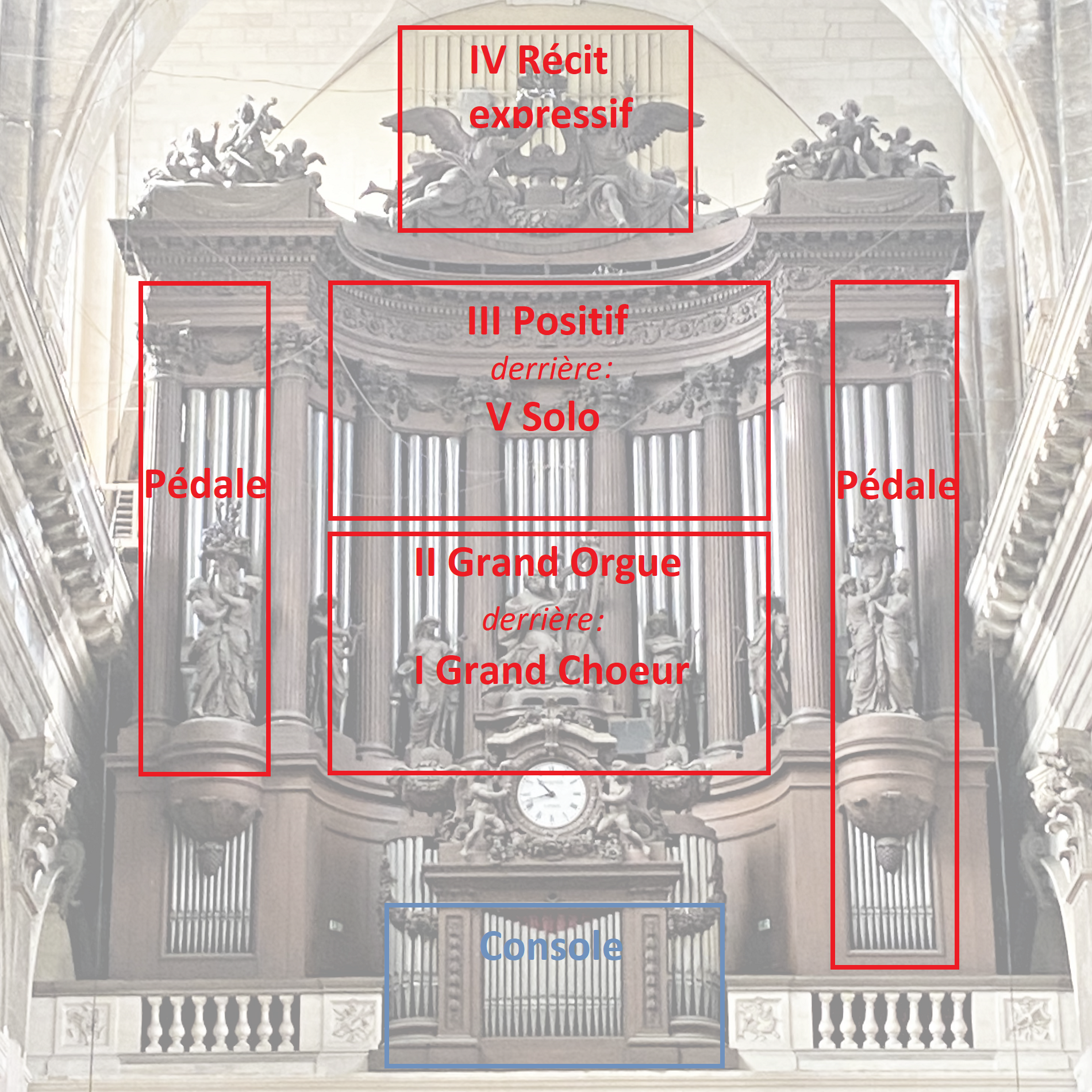
Werkaufbau der Hauptorgel

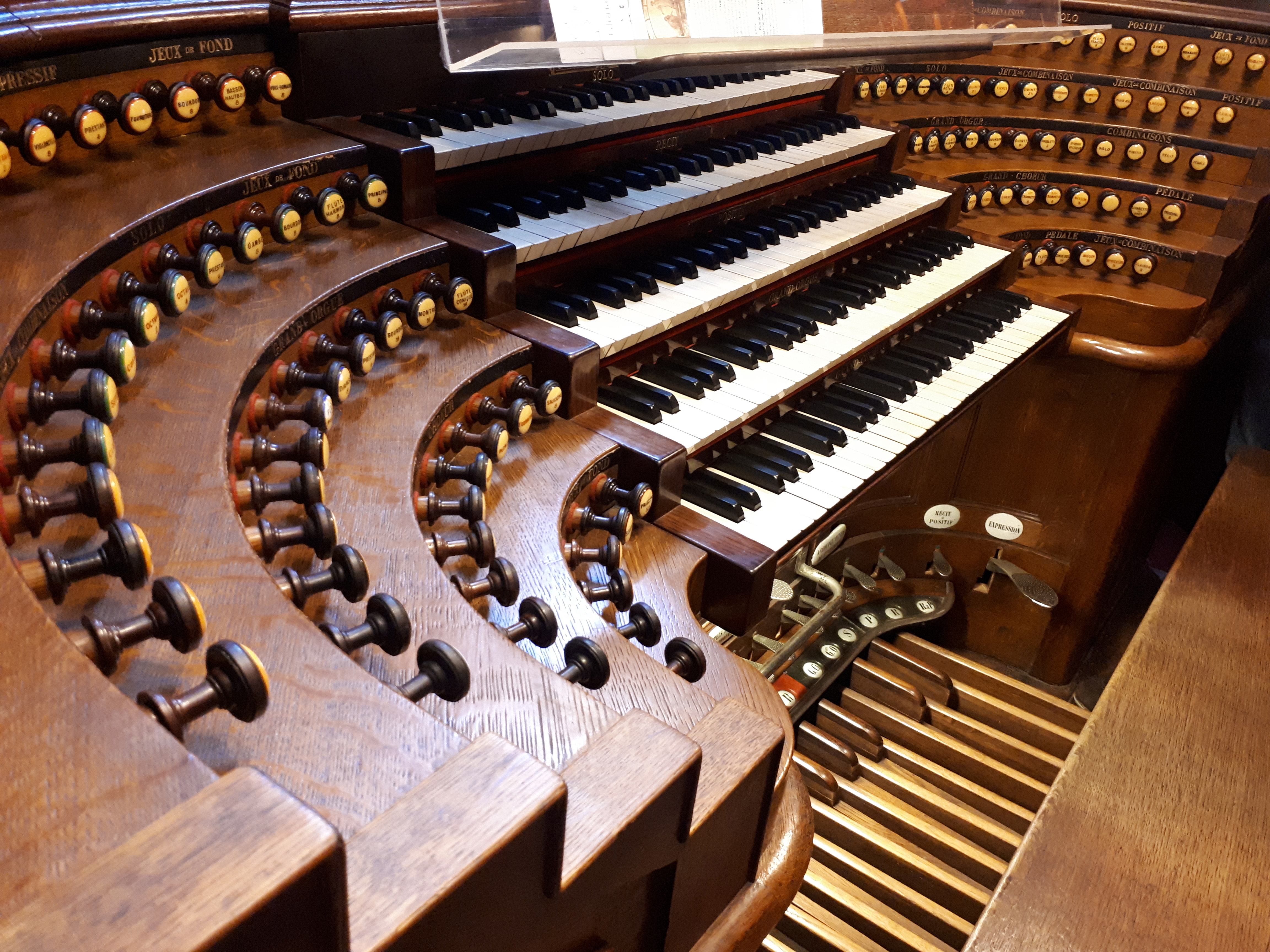
Spieltisch

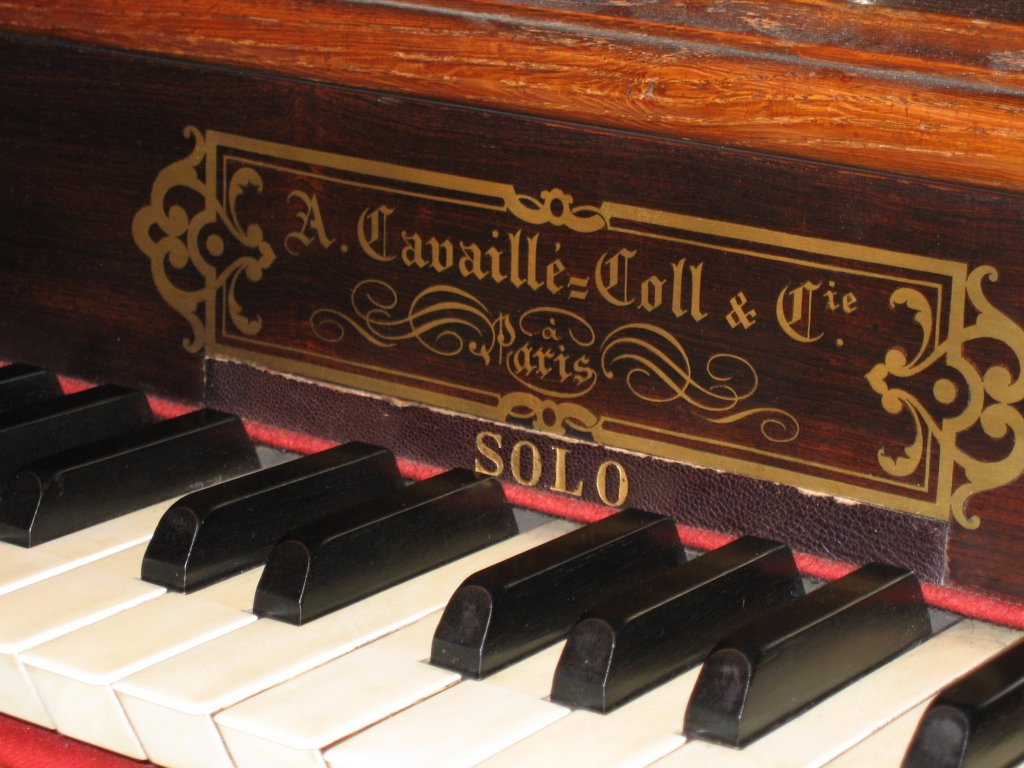
Firmenplakette von Aristide Cavaillé-Coll am Spieltisch der Hauptorgel von Saint-Sulpice

Die Hauptorgel geht auf ein Instrument zurück, das 1776–1781 von François-Henri Clicquot mit 64 Registern auf fünf Manualen und Pedal erbaut wurde. Das monumentale Orgelgehäuse wurde vom Architekten Jean-François Chalgrin entworfen. Seine Struktur greift auch die Gliederung der Westfassade der Kirche, in der es steht, auf: Zwei Türme flankieren einen fünfgliedrigen Mittelteil. Die Uhr mitsamt der zwei sie einrahmenden Engelsfiguren sind nicht original, sondern später auf das Rückpositiv aufgesetzt worden.
Zwischen 1834 und 1846 führte Daublaine-Callinet Umbauarbeiten durch, jedoch mit keinem zufriedenstellendem Ergebnis. Aristide Cavaillé-Coll übernahm ab 1855 die Stimmung und Wartungsarbeiten und baute zwischen 1857 und 1862 das Instrument (unter Verwendung von etwa 40 Prozent des Pfeifenwerks von Clicquot und Callinet) grundlegend um.
Das Rückpositiv ist seither nur eine Attrappe; die Register des Positivs (III. Manual) befinden sich im Hauptgehäuse. Der Organist sitzt mit dem Rücken zum Hauptgehäuse und kann das Geschehen im Chor und am Hauptaltar durch den V-förmigen Spalt über dem mittleren Pfeifenfeld des ansonsten leeren Rückpositivgehäuses beobachten (Bis zu diesem Umbau bildeten alle Prospektpfeifenmündungen des Mittelteils des Rückpositivs eine Gerade und endeten an der Oberkante der Gehäuseöffnung). Zu dieser Spieltischanordnung wurde Cavaillé-Coll durch den süddeutschen Orgelbau, speziell durch die Gabler-Orgel der Basilika Weingarten, angeregt. Das fast bis an den Gewölbescheitel des Mittelschiffs reichende Schwellwerk (Récit expressiv) ist eine Zutat Cavaillé-Colls und, um als auf Chalgrins Gehäuse aufgesetzter Fremdkörper möglichst wenig aufzufallen, in den Farben des es umgebenden Steins gehalten. Zahlreiche Prospektpfeifen haben Überlänge. In dieser Zeit (1850–1863) war der aus Trier stammende Georg Schmitt Titularorganist von Saint-Sulpice.
Das Instrument wurde im April 1862 mit 100 Registern auf fünf Manualen und Pedal eingeweiht. Es war damals die größte Orgel Frankreichs und eine der größten in Europa. Heute gilt es als eines der Hauptwerke des französisch-romantischen Orgelbaus, wobei es in klanglich einmaliger Weise zahlreiche original erhaltene Register aus der Barockzeit mit Pfeifenwerk aus dem 19. Jahrhundert harmonisch kombiniert.
Seither wurde die Orgel nur geringfügig verändert: 1903 tauschte Charles Mutin auf Wunsch von Charles-Marie Widor zwei Register aus und veränderte die Manualanordnung („Bombarde“ (IV. Manual) wurde „Solo“ (V. Manual); „Récit“ wurde vom V. auf das IV. Manual verlegt). 1934 ergänzte die Société Pleyel Cavaillé-Coll, ebenfalls auf Wunsch von Widor, zwei Pedalregister (Principal 16′ und 8′). In den siebziger Jahren wurden die verschlissene Pedalklaviatur ausgetauscht sowie das Plein jeu harmonique III-VI des Positifs eingelagert und durch eine neoklassische Mixtur ersetzt. 1989–1991 wurden das mittlerweile denkmalgeschützte Instrument (Monument Historique) von Jean Renaud (Nantes) einer umfassenden Restaurierung und Generalreinigung unterzogen und der Austausch des Plein jeu harmonique gegen eine Mixtur rückgängig gemacht.
Der fast original erhaltene Zustand der großen Orgel von Saint-Sulpice ist den Titularorganisten Louis James Alfred Lefébure-Wély (1863–1869), Charles-Marie Widor (1870–1933), Marcel Dupré (1934–1971), Jean-Jacques Grunenwald (1973–1982) und Daniel Roth (1985–2023) zu verdanken. Die Association pour le rayonnement des orgues Aristide Cavaillé-Coll de l’église Saint-Sulpice (Paris) setzt sich seit Jahren für die Aufnahme der Großen Orgel in das UNESCO-Welterbe ein.
Die Orgel hat heute 102 Register (ca. 7.000 Pfeifen) auf fünf Manualen und Pedal. Die Spiel- und Registertraktur ist mechanisch (mit Barkermaschinen).
| I Grand-Chœur C–g3 |                      |      |     |
|                    | Jeux de combinaison: |      |     |
| 01.                | Salicional           | 08′  |     |
| 02.                | Octave               | 04′  |     |
| 03.                | Cornet V (ab d1)     |      | (C) |
| 04.                | Fourniture IV        |      | (C) |
| 05.                | Cymbale VI           |      | (C) |
| 06.                | Plein jeu IV         |      | (C) |
| 07.                | Bombarde             | 16′0 |     |
| 08.                | Basson               | 16′  |     |
| 09.                | Première trompette   | 08′  | (C) |
| 10.                | Deuxième trompette   | 08′  | (C) |
| 11.                | Basson               | 08′  |     |
| 12.                | Clairon              | 04′  | (C) |
| 13.                | Clairon doublette    | 02′  |     |

| II Grand-Orgue C–g3 |                      |         |     |
|                     | Jeux de fond:        |         |     |
| 14.                 | Principal Harmonique | 16′     | (C) |
| 15.                 | Montre               | 16′     | (C) |
| 16.                 | Bourdon              | 16′     | (C) |
| 17.                 | Flûte conique        | 16′     |     |
| 18.                 | Montre               | 08′     | (C) |
| 19.                 | Diapason             | 08′     |     |
| 20.                 | Bourdon              | 08′     | (C) |
| 21.                 | Flûte harmonique     | 08′     | (C) |
| 22.                 | Flûte traversière    | 08′     |     |
| 23.                 | Flûte a pavillon     | 08′     |     |
| 24.                 | Quinte               | 5 1⁄3′0 | (C) |
| 25.                 | Prestant             | 04′     | (C) |
| 26.                 | Doublette            | 02′     | (C) |

| III Positif C–g3 |                        |         |     |
|                  | Jeux de fond:          |         |     |
| 27.              | Violon basse           | 16′     |     |
| 28.              | Quintadon              | 16′     |     |
| 29.              | Salicional             | 08′     | (C) |
| 30.              | Viole de Gambe         | 08′     |     |
| 31.              | Unda maris             | 08′     |     |
| 32.              | Quintaton              | 08′     |     |
| 33.              | Flûte traversière      | 08′     |     |
| 34.              | Flûte douce            | 04′     |     |
| 35.              | Flûte octaviante       | 04′     |     |
| 36.              | Dulciane               | 04′     |     |
|                  | Jeux de combinaison:   |         |     |
| 37.              | Quinte                 | 2 ⁄3′   |     |
| 38.              | Doublette              | 02′     |     |
| 39.              | Tierce                 | 1 3⁄5′0 | (C) |
| 40.              | Larigot                | 1 ⁄3′   | (C) |
| 41.              | Piccolo                | 1′      | (C) |
| 42.              | Plein jeu harm. III–VI |         |     |
| 43.              | Basson                 | 16′     |     |
| 44.              | Trompette              | 08′     | (C) |
| 45.              | Baryton                | 08′     | (C) |
| 46.              | Clairon                | 04′     | (C) |

| IV Récit expressif C–g3 |                      |        |     |
|                         | Jeux de fond:        |        |     |
| 47.                     | Quintaton            | 16′    | (C) |
| 48.                     | Diapason             | 08′    |     |
| 49.                     | Bourdon              | 08′    | (C) |
| 50.                     | Violoncelle          | 08′    |     |
| 51.                     | Voix céleste         | 08′    |     |
| 52.                     | Prestant             | 04′    | (C) |
| 53.                     | Doublette            | 02′    | (C) |
| 54.                     | Fourniture V         |        | (C) |
| 55.                     | Cymbale IV           |        | (C) |
| 56.                     | Basson-Hautbois      | 08′    | (C) |
| 57.                     | Cromorne             | 08′    | (C) |
| 58.                     | Voix humaine         | 08′    | (C) |
|                         | Jeux de combinaison: |        |     |
| 59.                     | Flûte harmonique     | 08′    |     |
| 60.                     | Flûte octaviante     | 04′    |     |
| 61.                     | Dulciana             | 04′    |     |
| 62.                     | Nazard               | 2 ⁄3′0 | (C) |
| 63.                     | Octavin              | 02′    |     |
| 64.                     | Cornet V             |        | (C) |
| 65.                     | Bombarde             | 16′    |     |
| 66.                     | Trompette            | 08′    |     |
| 67.                     | Clairon              | 04′    |     |
|                         | Trémolo              |        |     |
|                         | Machine à grêle      |        |     |
|                         | Rossignol            |        |     |

| V Solo C–g3 |                  |      |     |
|             | Jeux de fond:    |      |     |
| 68.         | Bourdon          | 16′0 | (C) |
| 69.         | Flûte conique    | 16′  |     |
| 70.         | Principal        | 08′  | (C) |
| 71.         | Bourdon          | 08′  | (C) |
| 72.         | Flûte harmonique | 08′  |     |
| 73.         | Violoncelle      | 08′  |     |
| 74.         | Gambe            | 08′  |     |
| 75.         | Keraulophone     | 08′  |     |
| 76.         | Prestant         | 04′  | (C) |
| 77.         | Flûte octaviante | 04′  |     |

| (Fortsetzung) |                                   |         |       |
|               | Jeux de combinaison:              |         |       |
| 78.           | Quinte                            | 5 1⁄3′0 |       |
| 79.           | Octave                            | 04′     |       |
| 80.           | Tierce                            | 3 1⁄5′  |       |
| 81.           | Quinte                            | 2 ⁄3′   |       |
| 82.           | Septième                          | 2 ⁄7′   |       |
| 83.           | Octavin                           | 02′     |       |
| 84.           | Cornet V                          |         | (C)   |
| 85.           | Bombarde                          | 16′     |       |
| 86.           | Trompette                         | 08′     | (C)   |
| 87.           | Clairon                           | 04′     | (C)   |
| 88.           | Trompette coudée à forte pression | 8′      | [ 7 ] |

| Pédale C–f1 |               |      |        |
|             | Jeux de fond: |      |        |
| 89.         | Principal     | 32′0 | (C)    |
| 90.         | Principal     | 16′  | (1934) |
| 91.         | Contrebasse   | 16′  | (C)    |
| 92.         | Soubbasse     | 16′  |        |
| 93.         | Principal     | 08′  | (1934) |
| 94.         | Flûte         | 08′  | (C)    |
| 95.         | Violoncelle   | 08′  |        |
| 96.         | Flûte         | 04′  | (C)    |

| (Fortsetzung) |                      |      |     |
|               | Jeux de combinaison: |      |     |
| 097.          | Bombarde             | 32′0 | (C) |
| 098.          | Bombarde             | 16′  | (C) |
| 099.          | Basson               | 16′  |     |
| 100.          | Trompette            | 08′  | (C) |
| 101.          | Ophicléide           | 08′  | (C) |
| 102.          | Clairon              | 04′  | (C) |

- Koppeln:
  - Normalkoppeln: I/II, II/I, III/I, IV/I, IV/III, V/I, I/P, II/P, IV/P
  - Suboktavkoppeln: I/I, II/II, III/III, IV/IV, V/V
- Anmerkungen:

(C) = Originales Pfeifenmaterial von 1781 (Clicquot)
Winddrücke:
- Grand-orgue: 95, 100
- Grand-choeur: 95, 115
- Solo: 100, 115, 127
- Positif: 100, 115, 120
- Récit: 100, 115
- Pedal: 90–100
- Trompette coudée à forte pression: 140–150 mm WS

### Chororgel

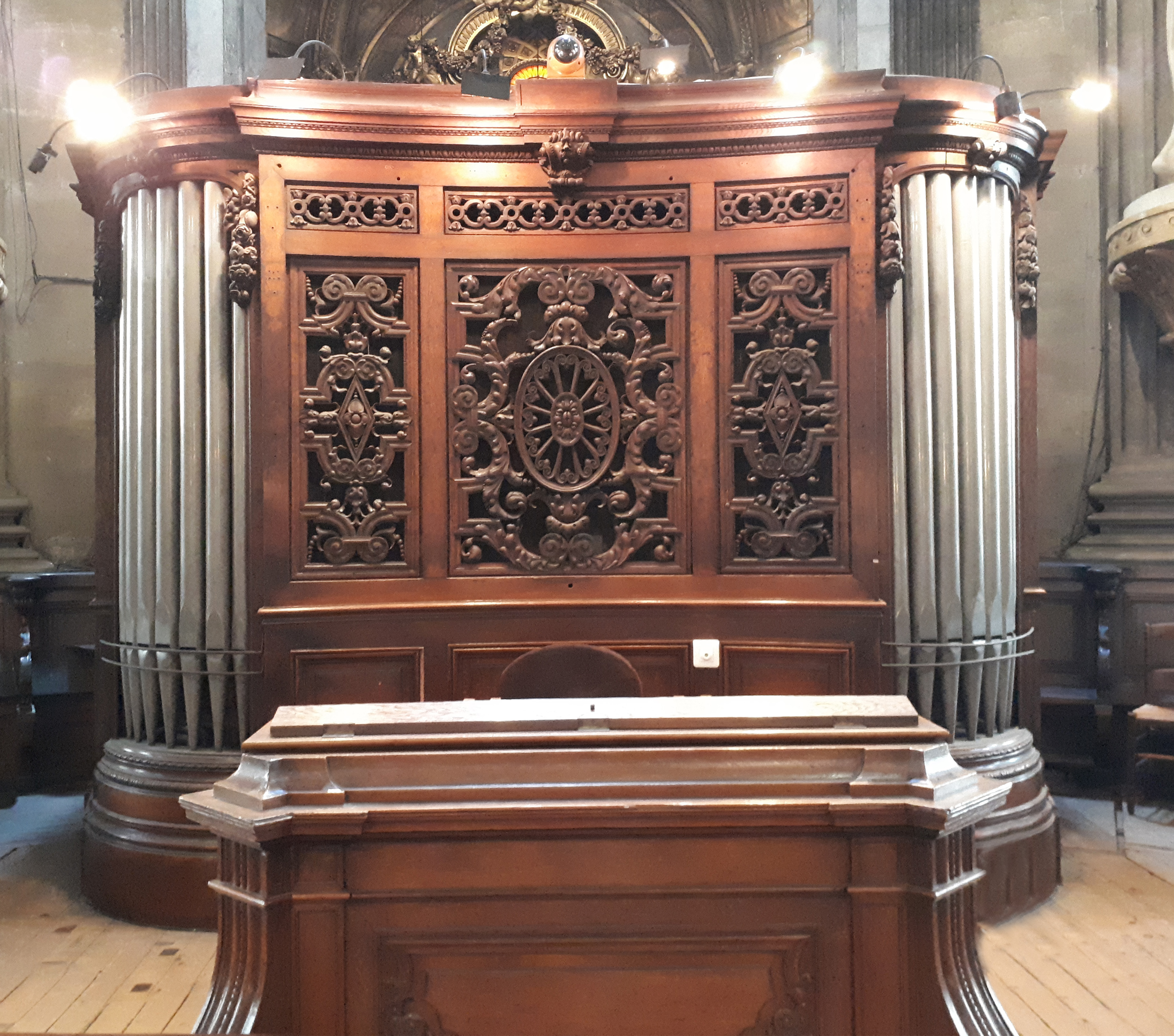
Blick auf die Chororgel

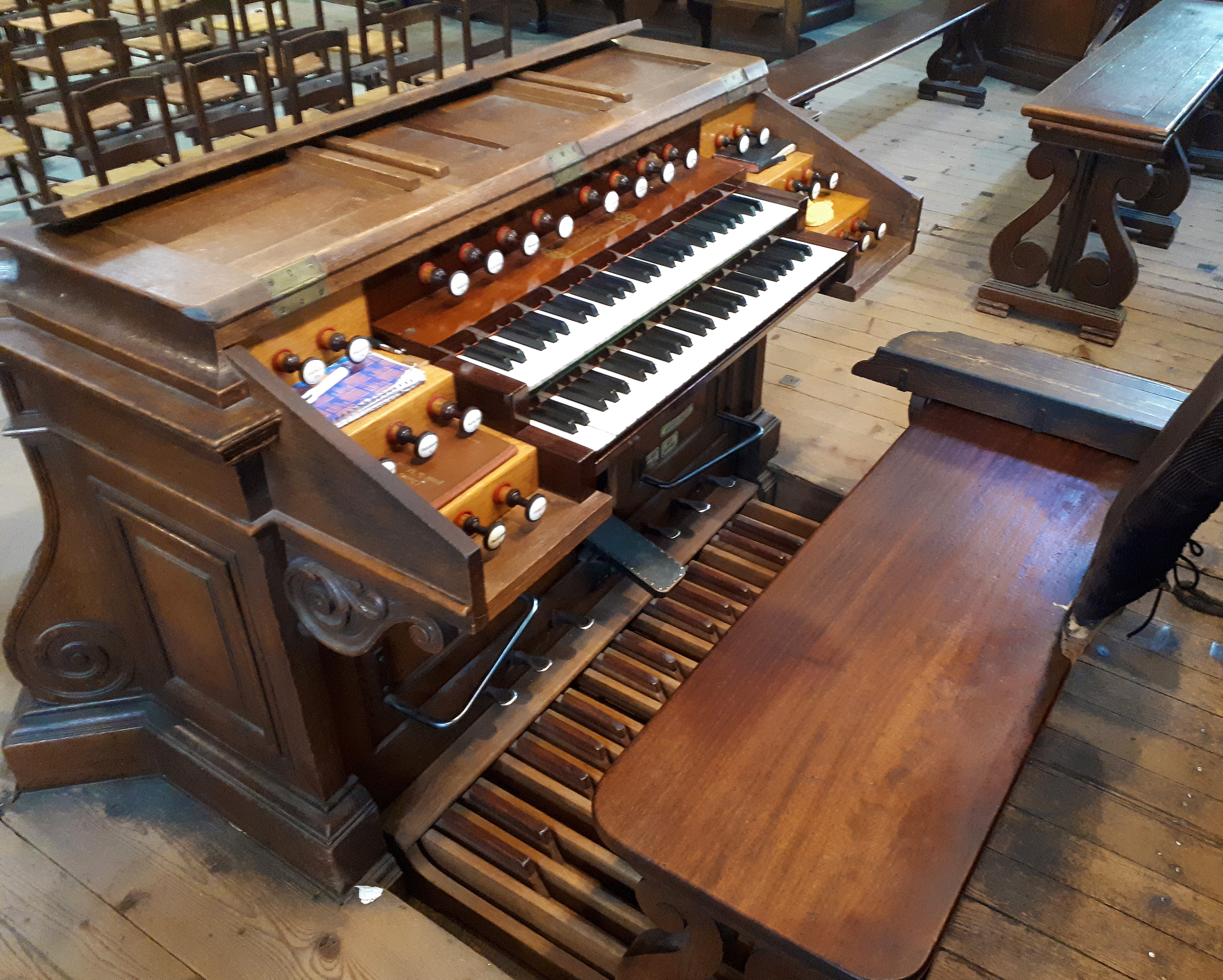
Spieltisch der Chororgel

Die Chororgel wurde 1858 von Aristide Cavaillé-Coll unter Verwendung von Pfeifenmaterial von Daublaine Callinet (1847) erbaut. 1868 erfolgte eine Wartung durch Cavaillé-Coll. Im frühen 20. Jahrhundert wurden kleinere Veränderungen durch Charles Mutin durchgeführt. 1981 erfolgte eine Wartung durch J. Picaud. Das Instrument besitzt mechanische Schleifladen mit 21 Registern auf zwei Manualen und Pedal. Die Disposition:
| I Grand Orgue C-f3 |                  |       |
| 01.                | Bourdon          | 16′   |
| 02.                | Montre           | 08′   |
| 03.                | Bourdon          | 08′   |
| 04.                | Salicional       | 08′   |
| 05.                | Flûte harmonique | 08′   |
| 06.                | Prestant         | 04′   |
| 07.                | Octave           | 04′   |
| 08.                | Quinte           | 2 ⁄3′ |
| 09.                | Doublette        | 02′   |
| 10.                | Plein jeu IV     |       |
| 11.                | Basson           | 16′   |
| 12.                | Trompette        | 08′   |
| 13.                | Clairon          | 04′   |

| II Récit C–f3 |                      |     |
| 14.           | Flûte Traversière    | 08′ |
| 15.           | Viole de Gambe       | 08′ |
| 16.           | Voix Céleste         | 08′ |
| 17.           | Flûte Octaviante     | 04′ |
| 18.           | Octavin              | 02′ |
| 19.           | Cor anglais          | 08′ |
| 20.           | Trompette harmonique | 08′ |
| 21.           | Clairon              | 04′ |
|               | Tremolo              |     |

| Pédale C–f1 |                    |     |
| 22.         | Soubasse (= Nr. 1) | 16‘ |

- Koppeln: II/I, I/P, II/P
- Spielhilfen: Appel Grand Orgue, Appel Anches Récit

### Organisten
- Bis 1601 oder 1614: Nicolas Pescheur
- ca. 1618–ca. 1651: Vincent Coppeau
- ca. 1651–1702: Guillaume-Gabriel Nivers
- 1702–ca. 1714: Jean Baptiste Totin
- 1715–1749: Louis-Nicolas Clérambault
- 1749–1760: César François Clérambault
- 1761–1773: Evrard Dominique Clérambault
- 1773–1783: Claude Etienne Luce (Assistent ab 1771: Evrard Dominique Clérambault)
- 1783–1819: Nicolas Séjan
- 1819–1849: Louis Nicolas Séjan
- 1850–1863: Georg (Georges) Schmitt
- 1863–1869: Louis-James-Alfred Lefébure-Wély
- 1870–1933: Charles-Marie Widor (Stellvertreter von 1892 bis 1900: Louis Vierne)
- 1934–1971: Marcel Dupré (Stellvertreter von 1936-1946: Jean-Jacques Grunenwald; Stellvertreterin von 1952-1971: Françoise Renet)
- 1971–1973: Françoise Renet (Interims-Organistin)
- 1973–1982: Jean-Jacques Grunenwald
- 1982–1985: Françoise Renet (Interims-Organistin)
- 1985–2023: Daniel Roth (seit Februar 2023 titulaire émerité) und Sophie-Véronique Cauchefer-Choplin (titulaire adjointe)[10]
- Seit 2023: Sophie-Véronique Cauchefer-Choplin und Karol Mossakowski

## Mittagsweiser

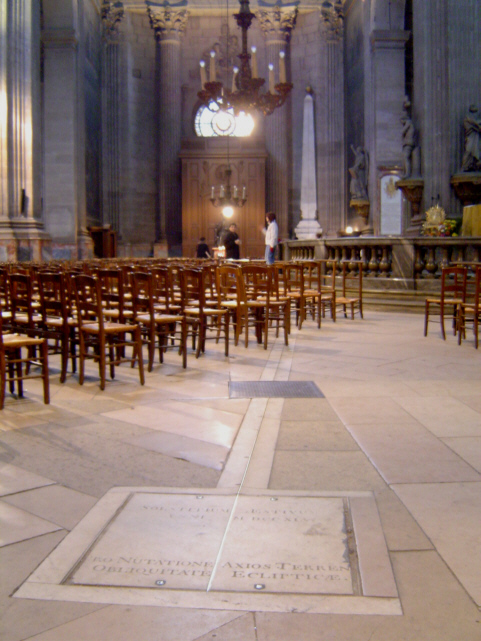
Mittagsweiser (la Méridienne): Mittagslinie aus Messing auf dem Boden und, weil der Kirchenraum zu klein ist, auf einem Obelisken (Gnomon) im Hintergrund ansteigend

1727 errichtete der englische Uhrmacher Henry Sully im Auftrag des Priesters Languet de Gercy einen Mittagsweiser (Méridienne) in der Kirche. Durch ein Loch in der Südwand fällt am Mittag Sonnenlicht auf eine Messing-Linie am Boden und in der Verlängerung weiter auf einen 11 Meter hohen Obelisken (Gnomon). Die Linie ist mit Kalenderdaten skaliert, so dass außer dem Moment des Mittags auch Kalender- und astronomische Daten angezeigt werden: die Sommersonnenwende, die Äquinoktien (Frühlings- und Herbstanfang) in der Nähe des Altars, die Wintersonnenwende oben auf dem Obelisken.
In Dan Browns Roman Da Vinci Code spielt die Handlung teilweise in der Kirche Saint-Sulpice, dabei wird der Gnomon (das heißt der Obelisk, der hier jedoch nicht als Schattenwerfer Verwendung findet, sondern lediglich dazu dient, die Sonnenlinie zu verlängern) als „heidnisches astronomisches Gerät ägyptischen Ursprungs“ bezeichnet. Der Obelisk zeigt zwar einen eindeutigen ägyptischen Einfluss, doch ist anzunehmen, dass er im alten Ägypten kaum eine ähnliche Verwendung fand, zumindest wäre es wohl nur sehr schwer nachweisbar. Außerdem entspricht seine Form nicht gänzlich der ägyptischen Variante und hat dazu eine gewisse Modifizierung erfahren. So findet sich beispielsweise auf seiner Spitze eine kleine Kugel. Auch das Prinzip (nämlich das einer Sonnenuhr zur Bestimmung der Mittagslinie) selbst, welches dieser gesamten Einrichtung zugrunde liegt, findet seine Wurzeln wohl eher im alten Babylon. Jedenfalls sollen es die Hellenen (die antiken Griechen) von den Babyloniern übernommen haben.
Des Weiteren wird zum Verlauf der Sonnenlinie auf dem Boden gesagt, dass diese zur Anzeige des Pariser Meridians diene, doch verläuft dieser etwas weiter entfernt in östlicher Richtung. Diese Entfernung beträgt ca. 118 Meter, was allerdings ziemlich genau der Gesamtlänge der Kirche entspricht. Das lässt zumindest die Annahme zu, dass mit Hilfe dieser Länge der ehemalige Nullmeridian von der gegebenen Mittagslinie aus sehr genau bestimmt werden konnte und möglicherweise deren Positionierung beeinflusste. Jacques Cassini berechnete um 1718, also zu Beginn der Umarbeiten an der Kirche, den Nullmeridian für das Pariser Observatorium – man kann hier also eine gewisse Gleichzeitigkeit der Bestimmung des Nullmeridians und der Einrichtung der Mittagslinie in St-Sulpice feststellen.

## Glocken
Im Turm von St. Sulpice hängen 5 Glocken, die zu den bedeutendsten Geläuten in Paris gehören:
| Nr. | Name             | Gussjahr | Gießer        | Masse (kg) | Durchmesser (mm) | Schlagton |
| --- | ---------------- | -------- | ------------- | ---------- | ---------------- | --------- |
| 1   | Thérèse          | 1824     | Osmond-Dubois | 6000       | 2085             | g0        |
| 2   | Caroline         | 1824     | Osmond-Dubois | 3900       | 1880             | as0       |
| 3   | Louise           | 1828     | Osmond-Dubois | 2780       | 1680             | h0        |
| 4   | Marie            | 1828     | Osmond-Dubois | 2300       | 1580             | c1        |
| 5   | Henriette-Louise | 1824     | Osmond-Dubois | 900        | 1165             | e1        |

## Beisetzungen
In der Kirche Saint-Sulpice wurden bestattet:
- 1716: Nicolas Auguste de La Baume, marquis de Monterevel (* 23. Dezember 1645; † 11. Oktober 1716) Marschall von Frankreich
- 1742: Louise Élisabeth de Bourbon-Orléans (* 11. Dezember 1709; † 16. Juni 1742), Mademoiselle de Montpensier, Tochter des Philippe II. d’Orléans und seiner Gemahlin Françoise Marie de Blois, heiratete Ludwig I., König von Spanien
- 1764: Louis Charles de Saint-Albin (* 5. April 1698; † 9. April 1764), Bischof von Laon und Erzbischof von Cambrai, außerehelicher Sohn des vorgenannten Philippe II. d’Orléans und der Florence Pelegrin
- 1775: Louise Élisabeth de Bourbon-Condé (* 22. November 1693; † 28. Mai 1775), Mademoiselle de Charolais, später Mademoiselle de Bourbon, Tochter des Louis III. de Bourbon, prince de Condé und seiner Frau Louise Françoise de Bourbon

außerdem:
- 1663: Lubin Baugin (1610–1663), Maler
- 1686: François Blondel (um 1618–1686), Baumeister und Ingenieur
- 1700: Armande Béjart (1642–1700), Schauspielerin und Theaterdirektorin, Witwe von Molière
- 1717: Jean Jouvenet (1644–1717), Maler

## Andere Ereignisse
- Im Jahr 1772 heiratete hier Marie-Angélique Diderot, die Tochter Denis Diderots, den Industriellen Abel François Nicolas Caroillon de Vandeul.
- Im Jahr 1822 heirateten hier Victor Hugo und Adèle Foucher.
- Im Jahr 1841 heirateten hier Heinrich Heine und die Schuhverkäuferin Eugenie Crescentia Mirat, die sich seit 1834 kannten.
- Der Marquis de Sade und Charles Baudelaire wurden hier getauft (1740 bzw. 1821).
- Dan Browns Roman „Sakrileg“ enthält eine Szene am Anfang, in der der gefallene Mönch Silas in der Kirche unter dem Verlauf des Meridians nach dem Heiligen Gral sucht. Auch in der Hollywood-Filmversion „The Da Vinci Code – Sakrileg“ spielt eine Szene in Saint-Sulpice.
- Am 17. März 2019 brannte eine Tür des Südquerhauses. Verletzt wurde niemand.[13] Nach Polizeiangaben wurde der Brand vorsätzlich gelegt.[14]

## Fontaine Visconti
Vor der Kirche steht der Visconti-Brunnen, erbaut 1844 nach Plänen von Louis Visconti, nach dem er benannt ist. Der Brunnen trägt aber auch noch andere Namen, beispielsweise Fontaine des Quatre Evêques (‚Brunnen der vier Bischöfe‘). Keiner der vier dargestellten Kirchenoberen hat es jemals zum Kardinal gebracht, weshalb auch der Name Fontaine des Quatre points Cardinaux gebräuchlich ist, wobei point die Bedeutung von ‚nie‘ hat. Der Brunnen hätte dann die Bezeichnung: Brunnen derjenigen, die nie Kardinäle waren. Die Namen der Bischöfe sind: Jacques Bénigne Bossuet, François Fénelon, Jean-Baptiste Massillon und Esprit Fléchier. Die Löwen zu Füßen der hier Geehrten haben nicht die übliche klassische Würde, sondern zeigen ausgesprochen aggressives Verhalten, allerdings in dieser Form sehr überzeugend.